# Myriam et Gaston de Béarn
Myriam et Gaston de Béarn est le nom de plume d'un couple d'auteurs, Myriam Parera (Paris 17e, 15 février 1924 - Toulouse, 31 août 1998) et son époux, Gaston de Galard de Béarn (Saint-Petersbourg, 11 octobre 1907 - Toulouse, 25 mai 1978).

## Biographies
Issu de la famille de Galard, Gaston Ross Joseph Henri de Galard de Béarn est le fils d'Henri de Galard de Béarn et de Béatrice Wimans ; le petit-fils d'Henry de Galard de Béarn et de Cécile de Talleyrand Périgord, l'arrière petit fils de Louis Hector de Galard de Béarn, sénateur du second empire, et de sa seconde épouse, Marguerite de Choiseul Praslin. Le père de son épouse, Antonio Parera (1890-1970), est un compositeur de musique, ; son grand-père, Francisco Parera (1857-1930) était un portraitiste d'origine espagnole, chevalier de l'ordre d'Isabelle la catholique.
Ils sont les auteurs de romans d'inspiration historique.
Gaston et Myriam de Béarn sont principalement connus par leur ouvrage Gaston Phœbus, qui a été adapté pour la télévision.
Les archives personnelles de Myriam et Gaston de Béarn sont conservées aux archives municipales de Muret depuis 2000.

## Œuvres
- Les Pyrénées vous sont contées, 1955,

- Trilogie romanesque La Vie fabuleuse de Gaston Phœbus (éditions Del Duca, Paris, 1959), plus tard rééditée en 1978 sous le titre Gaston Phébus, inspirée de la vie de Gaston Fébus (1331-1391), comte de Foix et vicomte de Béarn; d'abord parue en feuilleton dans La Dépêche du Midi, avant d'être publiée à 900 000 exemplaires[7],[6]
  - tome 1 : Le Lion des Pyrénées (1959) Prix Ulysse du roman populaire 1979 (ancêtre du prix Relay[8]), Grand prix littéraire de l'Académie de Languedoc 1979[9],[7]
  - tome 2 : Yvain de Lescar (1959), republié sous le titre Les Créneaux de feu Grand prix littéraire de l'Académie de Languedoc[9]
  - tome 3 : Landry des Bandouliers (éditions La Pensée universelle, Paris, 1974)

La trilogie est adaptée pour la télévision en 1978 sous le tire Gaston Phébus, le Lion des Pyrénées.
- Louis XVII ou la couronne du silence, 1968, Paris, del Duca, 283 pages, lire en ligne ;
- Pauline aimée, 1980, Menges, 312 pages, lire en ligne ;
- Pauline mariée et l'enfant du Temple, 1983, Menges, 329 pages, lire en ligne ;

Ces deux derniers ouvrages sont inspirés par la vie de Pauline de Tourzel, aïeule de Gaston de Béarn.